# Anton van Rinsum
Anton van Rinsum (* 22. Januar 1891 in Vryenban bei Delft (Holland); † 17. Januar 1973 in München) war ein deutscher Wasserbauingenieur und Hochschullehrer.

## Leben
Er studierte das Bauingenieurwesen an den Technischen Hochschulen in Hannover und München, wo er 1918 sein Diplom erhielt. Seit dem Studium war er Mitglied der Studentenverbindung Akademischer Gesangverein München im SV.
1921 trat er nach dem zweiten Staatsexamen in den bayerischen Staatsdienst.
An der Donau war er maßgebend an der Projektierung von und dem Bau von Hochwasserdämmen im Bereich der Straßen- und Flussbauämter Regensburg und Degendorf beteiligt.
1934 wurde er an der Technischen Hochschule München mit dem Thema „Der Abfluss in offenen natürlichen Wasserläufen“ promoviert.
1938 wurde er an die bayerische Landesstelle für Gewässerkunde berufen.
Wo er von 1950 bis zu seiner Pensionierung 1956 Direktor war.
Er war mehrere Jahre Vorsitzender des Prüfungsausschusses für den höheren bautechnischen Dienst.
Von 1958 bis 1963 hatte er einen Lehrauftrag im Fach Flussbau des Geographischen Institutes der Ludwig-Maximilians-Universität München.
Von 1965 bis 1968 einen Lehrauftrag der Gewässerkunde an der TUM.
1966 erhielt er den Titel Honorarprofessor.
Im Themenrahmen untersuchte er Abflussbestimmungen und Schwebstofftransport, Hochwasserschutz.

## Veröffentlichungen
- Der Abfluss in offenen natürlichen Wasserläufen